# Fals (Aragón)
Fals, Falces, Falç o Falls es un despoblado medieval actualmente situado en el término municipal de Tolva, comarca de Ribagorza, provincia de Huesca, Aragón, España.

## Toponimia
El topónimo deriva del latín, probablemente de falx que significa hoz o de fauces, paso o desfiladero.Aparece mencionado por primera vez como Falces, escrito en latín en 1062.

## Historia
Se podría considerar el inicio de la población de Fals con su carta de franqueza, cuando el rey Ramiro I en noviembre de 1062, estando en Benabarre, la otorga a Agila de Fals y sus hermanos sobre la casa y alodio que ya había en Falces y pertenecía a sus padres Asnero y Pura, y si se poblara el término la mitad del alodio quedaría para el rey y sus descendientes:
Sub divina clementia. Ego Ranimirus, Sancioni regis filius, facio hanc carta tibi dompno Agila de Falces et cum tuos germanos de ipsa casa et alodem de vestra radice que hodie habetis in Falces, que fuit de dompno Asnero, vestro patre, et de dompna Pura, vestra matre, que ingenua et francha illa habeatis vos et filii vestri et progenia vestra in meo servicio et de filios meos, et tu quod cavallero, et franco sedeas quomodo homine debet esse in frontera francho et cavallero, et si popularetis et fabricaretis ipso pugo subtus illa noce que esse in caput de illa padule, que illa medietate abeatis per alodem, et illa alia medietate sedeat meo, et teneatis illo pro me in meo servicio et fidelitate et de filios meos per secula cuncta, amen.
Debió existir una fortificación árabe en las cercanías de Fals, ya que al final de la carta de franqueza se nombra a un Bertran Ato, milite del rey, como tenente en Fals y señor de Montañana. Así que el castillo fue probablemente conquistado por Ramiro I, puesto que este figura en 1071 en el testamento de Arnau Mir de Tost como una de las fortificaciones otorgadas por su contribución en la guerra y que cedió a su nieto Guerau II de Cabrera.
En 1100 el rey Pedro I concede a la iglesia de Santa María de Tolva la mitad del alodio que había quedado reservado para Ramiro I y sus descendientes en el caso de que se poblara el término. Entre 1110 y 1136 Pedro Mir era el tenente del castillo.
Fals permanecerá bajo los señores de Cabrera hasta el s. xiii. En el testamento de Guerau II, en 1131, Falces es entregado en herencia a su hijo, y en 1196 pertenecía a Ponç III de Cabrera. En 1281 el castillo está en propiedad de Guillén de Entenza. En 1318 el castillo pasará en manos de los señores de Ribagorza. En 1332 se menciona que el castillo debía ser uno de los que los condes debían tener a disposición del rey.

### Fin
En 1588, durante la guerra de Ribagorza, el castillo fue asediado por los rebeldes al conde, el castillo quedó destruido y nunca fue reparado, con lo que el lugar perdió su importancia. Lo más probable es que el pueblo también fuera destruido y al igual que el castillo, fue abandonado y quedó despoblado, aunque no hay ninguna documentación posterior al asedio, la única población que probablemente quedó en pie fue el más de Fals, que hoy en día sigue habitado.

## Monumentos

### Castillo de Falces
El Castillo de Fals es probablemente la construcción más antigua de Falces y la que dio origen a este lugar. El recinto es de planta irregular y se encuentra sobre un tozal frente a la unión del río Seco y el Cajigar. A día de hoy quedan muy pocos restos, pero aún se pueden diferenciar algunas zonas de la muralla, hechas de mampostería y sillares, y los arranques de algunas torres rectangulares situadas en los extremos del tozal.
La construcción más destacada del conjunto es la torre circular, en el norte, levantada sobre la roca y de tres plantas de altura. La torre está hecha completamente por sillares, unidos con mortero de cal y mejor trabajados que en el resto de murallas. La entrada se encuentra al norte con un arco de medio punto que ha perdido su forma por el paso del tiempo. A la torre se le adosan los muros mejor conservados y que se dirigen de este a oeste, acabando por el este en lo que son los restos de un torreón cuadrangular. Esta torre es anterior al resto del recinto conservado, pues su entrada queda fuera de la zona amurallada de construcción posterior.

### Iglesia de San Justo y Pastor
Construida más al norte del castillo y en la subida al tozal, es posterior al recinto del castillo, datada del siglo xi. Es una construcción de nave única y planta rectangular, únicamente se conserva la primera planta, hecha en sillares. Algunos restos de la portada occidental fueron trasladados a la iglesia de Santa María del Puy, el crismón de esta iglesia fue colocado sobre el arco de entrada de Santa María del Puy.
Entre los siglos xi y xii hubo una comunidad de canónigos regulares regida por un abad, pero el 1161 el obispo de Lleida subordinó la iglesia al prior de Roda.

### Iglesia románica
A 200 metros del castillo e iglesia se encuentra unas ruinas no identificadas hasta hace poco. Al no existir documentación antigua ni ninguna intervención arqueológica es difícil identificar a esta construcción, aunque lo más probable es que fuera una iglesia, ya que se pueden identificar algunas partes del ábside.

### Mas de Falls
El Mas de Fals (hoy en día conocido como Mas de Falls) es una masía situada a 170 metros del castillo. Hay partes del edificio construidas con sillares extraídos del castillo. Puede ser que esta masía sea anterior al abandono de Fals durante la guerra de Ribagorza, por lo tanto, sería la única edificación que hubiera quedado habitada.